# Ivachnová
Ivachnová és un poble i municipi d'Eslovàquia que es troba a la regió de Žilina, al centre-nord del país. El 2021 tenia 680 habitants.

## Demografia
| Godina             | 1994 | 2004   | 2014   | 2024    |
| ------------------ | ---- | ------ | ------ | ------- |
| Nombre de persones | 475  | 500    | 581    | 760     |
| Diferència         |      | +5,26% | +16,2% | +30,80% |

| Godina             | 2023 | 2024   |
| ------------------ | ---- | ------ |
| Nombre de persones | 728  | 760    |
| Diferència         |      | +4,39% |